# ジョージ・アンダーウッド
ジョージ・アンダーウッド（George Bernard Underwood、1884年11月4日 - 1943年8月28日）は、アメリカ合衆国の陸上競技選手である。 彼は、1904年に開催されたセントルイスオリンピックの4マイル 団体競技で金メダルを獲得した。

## 経歴
4マイル団体競技は、1904年9月3日にフランシス・フィールドを会場として実施された。競技には、アメリカ合衆国代表チーム（ニューヨークAC所属の選手で構成）5名と、混合チーム（シカゴAA所属の選手で構成）5名の合計2チーム10選手が出場した。
アンダーウッドは、10人中5位の成績で競技を終了し、アメリカ合衆国代表チームは合計27点を獲得して合計28点だった混合チームに競り勝ち、チームメートのアーサー・ニュートン（10人中1位）、ポール・ピルグリム（6位）、ハワード・バレンタイン（7位）、デビッド・マンソン（8位）とともに金メダルを獲得した。
このオリンピックでアンダーウッドは、400メートル走と800メートル走にも出場している。400メートル走では順位不明、800メートル走では4位に入賞した。
彼は後に、著名なスポーツ評論家となり、ボストン・グローブ紙などの編集者となった。また、マディソン・スクエア・ガーデンの宣伝責任者を務めた。

## オリンピックでの成績
| 年   | 大会                     | 場所                     | 種目          | 結果     | 記録     |
| ---- | ------------------------ | ------------------------ | ------------- | -------- | -------- |
| 1904 | セントルイスオリンピック | セントルイス（アメリカ） | 400メートル走 | 順位不明 | 記録不明 |
| 1904 | セントルイスオリンピック | セントルイス（アメリカ） | 800メートル走 | 4位      | 記録不明 |
| 1904 | セントルイスオリンピック | セントルイス（アメリカ） | 4マイル団体   | 1位      | （5位）  |